# Thomas Müry
Thomas Müry (* 21. Juni 1945; † 3. August 2024 am Piz Ot bei Samedan) war ein Schweizer evangelisch-reformierter Pfarrer und Politiker (LDP).

## Leben
Thomas Müry absolvierte das Humanistische Gymnasium Basel und schloss 1966 ein Sportlehrer-Studium an der Universität Basel ab. Er arbeitete danach als Turnlehrer und studierte parallel dazu Theologie.
Von 1971 bis 1976 war er Pfarrer der Schweizergemeinde in der argentinischen Provinz Misiones. Von 1977 bis 2010 war er Gemeindepfarrer der Basler Johanneskirche. Im Militär war Thomas Müry zuerst Grenadier-Wachtmeister und dann Feldprediger-Hauptmann im Stadtbasler Infanterieregiment 22.
Von 2011 bis 2023 war Müry Mitglied des Grossen Rates des Kantons Basel-Stadt und dort unter anderem Mitglied der Umwelt- und Verkehrskommission sowie der Begnadigungskommission.